# V717 Андромеды
V717 Андромеды (лат. V717 Andromedae) — двойная затменная переменная звезда типа W Большой Медведицы (EW) в созвездии Андромеды на расстоянии приблизительно 3056 световых лет (около 937 парсеков) от Солнца. Видимая звёздная величина звезды — от +14,14m до +13,71m. Орбитальный период — около 0,3174 суток (7,6166 часов).

## Характеристики
Первый компонент — жёлтая звезда спектрального класса G. Радиус — около 1,3 солнечного, светимость — около 1,715 солнечной. Эффективная температура — около 5798 K.
Второй компонент — жёлтая звезда спектрального класса G.